# Кубрина, Наталья Сергеевна
Наталья Сергеевна Кубрина (15 января 1975, Фрунзе, Киргизская ССР, СССР) — казахстанская гандболистка, крайний. Серебряный призёр летних Азиатских игр 2002 и 2006 годов.

## Биография
Родилась 15 января 1975 года в городе Фрунзе (сейчас Бишкек).
Училась в школе во Фрунзе. В четвёртом классе по предложению тренера Веры Минеевой начала заниматься гандболом в ДЮСШ. До конца школы не планировала стать профессиональной спортсменкой.
Будучи одиннадцатиклассницей, дебютировала в женской молодёжной сборной СНГ на чемпионате Европы. Впоследствии перебралась из Кыргызстана в Казахстан, а оттуда по приглашению тренера Леомарка Неведомского в Ростов-на-Дону, где играла в течение восьми лет за «Ростсельмаш». В этот период продолжала выступать за сборную Казахстана.
После рождения сына решила завершить игровую карьеру, жила в Алма-Ате, два с половиной года не занималась гандболом, но после приглашения в тренировочный лагерь сборной Казахстана решила возобновить выступления.
Играла в гандбол за «Алматы». В январе 2010 года перешла в «Или» из Алма-Атинской области.
В 2002 и 2006 годах в составе женской сборной Казахстана завоевала серебряные медали летних Азиатских игр в Пусане и Дохе. В 2010 году также участвовала в летних Азиатских играх в Гуанчжоу, где казахстанские гандболистки заняли 4-е место.
В 2008 году вошла в состав женской сборной Казахстана по гандболу на летних Олимпийских играх в Пекине, которая заняла 10-е место. Играла на позиции крайнего, провела 5 матчей, забила 12 мячей (по пять в ворота сборных Китая и Анголы, по одному — Франции и Норвегии).